# Sadio Diallo
Pour les articles homonymes, voir Diallo et Abdoulaye Diallo.
Sadio Diallo, né le 28 décembre 1990 à Conakry au Guinée, est un footballeur international guinéen qui a évolué au poste de milieu offensif.

## Biographie

### En club
Alors qu'il évolue en Guinée, à l'Atletico Coleah, il est mis à l'essai en juillet et août 2009 par l'OGC Nice et Stade rennais mais ces derniers ne le gardent pas. Mais Frédéric Antonetti, entraîneur de Rennes, le recommande à son neveu Pierre-Paul Antonetti, alors recruteur au SC Bastia. Sadio fait un essai dans le club corse qui lui fait signer un contrat stagiaire dans la foulée.
Pour son premier match avec l'équipe réserve du SC Bastia, le Guinéen marque deux buts et effectue une passe décisive mais continuera à évoluer toute la saison avec la réserve malgré deux apparitions en Ligue 2. 
En début de saison 2010-2011 il profite de la blessure du Bastiais Yassin El-Azzouzi pour évoluer à la pointe de l'attaque Bastiaise et pour l'un de ses premiers matches de National, il est l'auteur d'une prestation de haute volée, conclue par un but contre Guingamp. Il ne quittera plus la place de titulaire et sera la révélation bastiaise de la saison 2010-2011 avec 10 buts marqués en 35 matchs. Il est régulièrement sélectionné avec l'équipe de Guinée.
En janvier 2012, le Stade rennais obtient son transfert. Le joueur reste néanmoins terminer la saison 2011-2012 avec le SC Bastia, avec qui il obtient le titre de champion de France de Ligue 2, sous forme de prêt.
Le 22 août 2013, il est prêté avec option d'achat par le Stade rennais au FC Lorient. Lorient avait déjà affiché son intérêt pour l'attaquant guinéen un an et demi auparavant, lorsqu’il évoluait à Bastia.
Le 25 juin 2015, le SC Bastia annonce le retour du joueur dans ses rangs, sous réserve de la visite médicale préalable. Il s'engage le lendemain avec le club corse.
Convoité par le Besiktas, il signe finalement début août 2017 un contrat de 2 ans au Yeni Malatyaspor, promu en D1 turque. Il y retrouve de nombreux francophones dont Khalid Boutaïb, Issiar Dia, Fabien Farnolle ou encore Aly Cissokho. Au lendemain de sa signature, il rentre précipitamment en France et, à la suite d'un problème de traduction portant sur une mésentente contractuelle, est finalement libéré de son engagement.

### En équipe nationale
Il joue son premier match en équipe de Guinée le 17 novembre 2010, en amical contre le Burkina Faso (défaite 1-2). Il inscrit son premier but le 5 juin 2011, contre Madagascar. Ce match remporté 4-1 rentre dans le cadre des éliminatoires de la Coupe d'Afrique des nations 2012.
Il est ensuite retenu par le sélectionneur Michel Dussuyer afin de participer à la phase finale de la Coupe d'Afrique des nations 2012 organisée conjointement par le Gabon et la Guinée équatoriale. Lors de cette compétition, il inscrit son premier doublé en équipe nationale, contre le Botswana. 
Il marque par la suite un autre doublé en juin 2013, contre le Mozambique. Ce match gagné sur le large score de 6-1 rentre dans le cadre des éliminatoires du mondial 2014.

## Style de jeu
Dribbleur insaisissable, il élimine avec aisance ses adversaires et crée le déséquilibre. Il est aussi bien capable de marquer que de faire marquer.

## Palmarès
- Champion de France de National en 2011 avec Bastia
- Champion de France de Ligue 2 en 2012 avec Bastia

## Statistiques

### Statistiques détaillées
| Saison                | Club                   | Championnat           | Championnat | Championnat | Championnat | Coupe nationale | Coupe nationale | Coupe nationale | Coupe de la Ligue | Coupe de la Ligue | Coupe de la Ligue | Guinée | Guinée | Guinée | Total | Total | Total |
| Saison                | Club                   | Division              | M.          | B.          | P.d.        | M.              | B.              | P.d.            | M.                | B.                | P.d.              | M.     | B.     | P.d.   | M.    | B.    | P.d.  |
| 2009-2010             | SC Bastia              | Ligue 2               | 2           | 0           | 0           | -               | -               | -               | -                 | -                 | -                 | -      | -      | -      | 2     | 0     | 0     |
| 2010-2011             | SC Bastia              | National              | 35          | 10          | 0           | 3               | 2               | 0               | 3                 | 0                 | 0                 | 4      | 1      | 0      | 45    | 13    | 0     |
| 2011-2012             | SC Bastia              | Ligue 2               | 30          | 8           | 2           | 2               | 1               | 0               | 1                 | 1                 | 0                 | 9      | 4      | 0      | 42    | 14    | 2     |
| Sous-total            | Sous-total             | Sous-total            | 67          | 18          | 2           | 5               | 3               | 0               | 4                 | 1                 | 0                 | 13     | 5      | 0      | 89    | 27    | 2     |
| 2012-2013             | Stade rennais FC       | Ligue 1               | 35          | 0           | 1           | 1               | 0               | 0               | 3                 | 0                 | 1                 | 5      | 2      | 0      | 44    | 2     | 2     |
| 2013-2014             | Stade rennais FC       | Ligue 1               | 1           | 0           | 0           | -               | -               | -               | -                 | -                 | -                 | 1      | 0      | 0      | 2     | 0     | 0     |
| Sous-total            | Sous-total             | Sous-total            | 36          | 0           | 1           | 1               | 0               | 0               | 3                 | 0                 | 1                 | 6      | 2      | 0      | 46    | 2     | 2     |
| 2013-2014             | FC Lorient (prêt)      | Ligue 1               | 26          | 3           | 1           | 1               | 0               | 0               | 1                 | 0                 | 0                 | -      | -      | -      | 28    | 3     | 1     |
| 2014-2015             | FC Lorient (prêt)      | Ligue 1               | 10          | 0           | 0           | 1               | 0               | 0               | 1                 | 0                 | 0                 | 2      | 0      | 0      | 14    | 0     | 0     |
| Sous-total            | Sous-total             | Sous-total            | 36          | 3           | 1           | 2               | 0               | 0               | 2                 | 0                 | 0                 | 2      | 0      | 0      | 42    | 3     | 1     |
| 2015-2016             | SC Bastia              | Ligue 1               | 15          | 2           | 2           | 1               | 0               | 0               | 1                 | 0                 | 0                 | 2      | 0      | 0      | 19    | 2     | 2     |
| 2016-2017             | SC Bastia              | Ligue 1               | 28          | 3           | 3           | 1               | 0               | 0               | 1                 | 0                 | 0                 | 6      | 1      | 0      | 36    | 4     | 3     |
| Sous-total            | Sous-total             | Sous-total            | 43          | 5           | 5           | 2               | 0               | 0               | 2                 | 0                 | 0                 | 8      | 1      | 0      | 55    | 6     | 5     |
| 2017-2018             | Yeni Malatyaspor       | Süper Lig             | 14          | 0           | 0           | 3               | 0               | 0               | -                 | -                 | -                 | 5      | 0      | 1      | 22    | 0     | 1     |
| 2018-2019             | Hatayspor              | 1.Lig                 | 22          | 2           | 1           | 4               | 0               | 0               | -                 | -                 | -                 | -      | -      | -      | 26    | 2     | 1     |
| 2019-2020             | Gençlerbirliği SK      | Süper Lig             | 6           | 0           | 0           | 2               | 0               | 0               | -                 | -                 | -                 | 1      | 0      | 0      | 9     | 0     | 0     |
| 2020-2021             | Ankara Keçiörengücü SK | 1.Lig                 | 2           | 0           | 0           | -               | -               | -               | -                 | -                 | -                 | -      | -      | -      | 2     | 0     | 0     |
| 2021-2022             | Ankara Keçiörengücü SK | 1.Lig                 | 5           | 0           | 1           | 1               | 0               | 0               | -                 | -                 | -                 | -      | -      | -      | 6     | 0     | 1     |
| Sous-total            | Sous-total             | Sous-total            | 7           | 0           | 1           | 1               | 0               | 0               | -                 | -                 | -                 | -      | -      | -      | 8     | 0     | 1     |
| Total sur la carrière | Total sur la carrière  | Total sur la carrière | 231         | 28          | 11          | 20              | 3               | 0               | 11                | 1                 | 1                 | 35     | 8      | 1      | 297   | 40    | 13    |

### Liste des matchs internationaux
| Matchs internationaux de Sadio Diallo | Matchs internationaux de Sadio Diallo | Matchs internationaux de Sadio Diallo                         | Matchs internationaux de Sadio Diallo | Matchs internationaux de Sadio Diallo | Matchs internationaux de Sadio Diallo   | Matchs internationaux de Sadio Diallo                           |
|                                       | Date                                  | Lieu                                                          | Adversaire                            | Résultats                             | Compétitions                            | Notes                                                           |
| ------------------------------------- | ------------------------------------- | ------------------------------------------------------------- | ------------------------------------- | ------------------------------------- | --------------------------------------- | --------------------------------------------------------------- |
| 1.                                    | 17 novembre 2010                      | Stade Michel-Hidalgo, Saint-Gratien, France                   | Burkina Faso                          | 1 - 2                                 | Match amical                            | Rentre en jeu à la 80e minute à la place de Ibrahima Yattara.   |
| 2.                                    | 9 février 2011                        | Stade Léopold-Sédar-Senghor, Dakar, Sénégal                   | Sénégal                               | 3 - 0                                 | Match amical                            | Titulaire et remplacé par Ibrahima Conté à la 80e minute.       |
| 3.                                    | 27 mars 2011                          | Kianja Barea, Antananarivo, Madagascar                        | Madagascar                            | 1 - 1                                 | Éliminatoires de la CAN 2012            | Rentre en jeu à la 87e minute à la place de Kevin Constant.     |
| 4.                                    | 5 juin 2011                           | Stade du 28-Septembre, Conakry, Guinée                        | Madagascar                            | 4 - 1                                 | Éliminatoires de la CAN 2012            | Rentre en jeu à la 46e minute à la place de Pascal Feindouno.   |
| 5.                                    | 10 août 2011                          | Stade Michel-Hidalgo, Saint-Gratien, France                   | Gabon                                 | 1 - 1                                 | Match amical                            | Rentre en jeu à la 70e minute à la place de Pascal Feindouno.   |
| 6.                                    | 8 octobre 2011                        | Abuja Stadium, Abuja, Nigeria                                 | Nigeria                               | 2 - 2                                 | Éliminatoires de la CAN 2012            | Titulaire.                                                      |
| 7.                                    | 15 novembre 2011                      | Stade Maquin, Viry-Châtillon, France                          | Burkina Faso                          | 1 - 1                                 | Match amical                            | Titulaire.                                                      |
| 8.                                    | 24 janvier 2012                       | Stade de Franceville, Franceville, Gabon                      | Mali                                  | 1 - 0                                 | CAN 2012                                | Rentre en jeu à la 80e minute à la place de Habib Jean Baldé.   |
| 9.                                    | 28 janvier 2012                       | Stade de Franceville, Franceville, Gabon                      | Botswana                              | 1 - 6                                 | CAN 2012                                | Titulaire et remplacé par Naby Soumah à la 80e minute.          |
| 10.                                   | 1er février 2012                      | Stade de Franceville, Franceville, Gabon                      | Ghana                                 | 1 - 1                                 | CAN 2012                                | Titulaire.                                                      |
| 11.                                   | 26 mai 2012                           | Stade Armand-Micheletti, Amanvillers, France                  | Cameroun                              | 1 - 2                                 | Match amical                            | Titulaire.                                                      |
| 12.                                   | 3 juin 2012                           | National Sports Stadium, Harare, Zimbabwe                     | Zimbabwe                              | 0 - 1                                 | Éliminatoires de la Coupe du monde 2014 | Titulaire.                                                      |
| 13.                                   | 10 juin 2012                          | Stade du 28-Septembre, Conakry, Guinée                        | Égypte                                | 2 - 3                                 | Éliminatoires de la Coupe du monde 2014 | Titulaire et remplacé par Alhassane Bangoura à la 77e minute.   |
| 14.                                   | 9 septembre 2012                      | Stade Général Lansana Conté, Conakry, Guinée                  | Niger                                 | 1 - 0                                 | Éliminatoires de la CAN 2013            | Titulaire et remplacé par Ibrahima Conté à la 45e minute.       |
| 15.                                   | 5 février 2013                        | Stade Municipal Gérard Houllier, Saint-Leu-la-Forêt, France   | Sénégal                               | 1 - 1                                 | Match amical                            | Titulaire et remplacé par Ibrahima Conté à la 46e minute.       |
| 16.                                   | 24 mars 2013                          | Stade national de Maputo, Maputo, Mozambique                  | Mozambique                            | 0 - 0                                 | Éliminatoires de la Coupe du monde 2014 | Titulaire.                                                      |
| 17.                                   | 9 juin 2013                           | Stade du 28-Septembre, Conakry, Guinée                        | Mozambique                            | 6 - 1                                 | Éliminatoires de la Coupe du monde 2014 | Titulaire et remplacé par Mohammed Diarra à la 71e minute.      |
| 18.                                   | 16 juin 2013                          | Stade du 28-Septembre, Conakry, Guinée                        | Zimbabwe                              | 1 - 0                                 | Éliminatoires de la Coupe du monde 2014 | Titulaire et remplacé par Guy-Michel Landel à la 85e minute.    |
| 19.                                   | 14 août 2013                          | Stade Mustapha-Tchaker, Blida, Algérie                        | Algérie                               | 2 - 2                                 | Match amical                            | Titulaire et remplacé par Ibrahima Traoré à la 56e minute.      |
| 20.                                   | 11 octobre 2014                       | Stade Mohammed-V, Casablanca, Maroc                           | Ghana                                 | 1 - 1                                 | Éliminatoires de la CAN 2015            | Rentre en jeu à la 56e minute à la place de Boubacar Fofana.    |
| 21.                                   | 15 octobre 2014                       | Accra Sports Stadium, Accra, Ghana                            | Ghana                                 | 3 - 1                                 | Éliminatoires de la CAN 2015            | Rentre en jeu à la 75e minute à la place de Ibrahima Conté.     |
| 22.                                   | 9 octobre 2015                        | Stade du 5-Juillet-1962, Alger, Algérie                       | Algérie                               | 1 - 2                                 | Match amical                            | Rentre en jeu à la 61e minute à la place de Alhassane Bangoura. |
| 23.                                   | 12 octobre 2015                       | Stade Adrar, Agadir, Maroc                                    | Maroc                                 | 1 - 1                                 | Match amical                            | Titulaire et remplacé par Sekou Keita à la 63e minute.          |
| 24.                                   | 30 août 2016                          | Stade Borg Al Arab, Borg El Arab, Égypte                      | Égypte                                | 1 - 1                                 | Match amical                            | Titulaire et remplacé par Alhassane Bangoura à la 57e minute.   |
| 25.                                   | 4 septembre 2016                      | Stade du 28-Septembre, Conakry, Guinée                        | Zimbabwe                              | 1 - 0                                 | Éliminatoires de la CAN 2017            | Titulaire et remplacé par Alhassane Bangoura à la 54e minute.   |
| 26.                                   | 9 octobre 2016                        | Stade Mustapha-Ben-Jannet, Monastir, Tunisie                  | Tunisie                               | 2 - 0                                 | Éliminatoires de la Coupe du monde 2018 | Titulaire.                                                      |
| 27.                                   | 13 novembre 2016                      | Stade du 28-Septembre, Conakry, Guinée                        | RD Congo                              | 1 - 2                                 | Éliminatoires de la Coupe du monde 2018 | Titulaire.                                                      |
| 28.                                   | 6 juin 2017                           | Stade Mustapha-Tchaker, Blida, Algérie                        | Algérie                               | 2 - 1                                 | Match amical                            | Titulaire et remplacé par Mathias Pogba à la 81e minute.        |
| 29.                                   | 10 juin 2017                          | Stade de la Paix de Bouaké, Bouaké, Côte d'Ivoire             | Côte d'Ivoire                         | 2 - 3                                 | Éliminatoires de la CAN 2019            | Titulaire et remplacé par Guy-Michel Landel à la 74e minute.    |
| 30.                                   | 31 août 2017                          | Stade du 28-Septembre, Conakry, Guinée                        | Libye                                 | 3 - 2                                 | Éliminatoires de la Coupe du monde 2018 | Titulaire et remplacé par Guy-Michel Landel à la 74e minute.    |
| 31.                                   | 4 septembre 2017                      | Stade Mustapha-Ben-Jannet, Monastir, Tunisie                  | Libye                                 | 1 - 0                                 | Éliminatoires de la Coupe du monde 2018 | Titulaire.                                                      |
| 32.                                   | 7 octobre 2017                        | Stade du 28-Septembre, Conakry, Guinée                        | Tunisie                               | 1 - 4                                 | Éliminatoires de la Coupe du monde 2018 | Titulaire et remplacé par Joël Lamah à la 85e minute.           |
| 33.                                   | 11 novembre 2017                      | Stade des Martyrs, Kinshasa, République démocratique du Congo | RD Congo                              | 3 - 1                                 | Éliminatoires de la Coupe du monde 2018 | Titulaire.                                                      |
| 34.                                   | 24 mars 2018                          | Stade olympique de Nouakchott, Nouakchott, Mauritanie         | Mauritanie                            | 2 - 0                                 | Match amical                            | Titulaire.                                                      |
| 35.                                   | 17 novembre 2019                      | Stade du 28-Septembre, Conakry, Guinée                        | Namibie                               | 2 - 0                                 | Éliminatoires de la CAN 2021            | Titulaire et remplacé par Kamso Mara à la 66e minute.           |

### Buts internationaux
| Buts internationaux de Sadio Diallo | Buts internationaux de Sadio Diallo | Buts internationaux de Sadio Diallo               | Buts internationaux de Sadio Diallo | Buts internationaux de Sadio Diallo | Buts internationaux de Sadio Diallo | Buts internationaux de Sadio Diallo     |
|                                     | Date                                | Lieu                                              | Adversaire                          | Score                               | Résultats                           | Compétitions                            |
| ----------------------------------- | ----------------------------------- | ------------------------------------------------- | ----------------------------------- | ----------------------------------- | ----------------------------------- | --------------------------------------- |
| 1                                   | 5 juin 2011                         | Stade du 28-Septembre, Conakry, Guinée            | Madagascar                          | 3 - 1                               | 4 - 1                               | Éliminatoires de la CAN 2012            |
| 2                                   | 10 août 2011                        | Stade Michel-Hidalgo, Saint-Gratien, France       | Gabon                               | 1 - 1                               | 1 - 1                               | Match amical                            |
| 3                                   | 28 janvier 2012                     | Stade de Franceville, Franceville, Gabon          | Botswana                            | 0 - 1                               | 1 - 6                               | CAN 2012                                |
| 4                                   | 28 janvier 2012                     | Stade de Franceville, Franceville, Gabon          | Botswana                            | 1 - 2                               | 1 - 6                               | CAN 2012                                |
| 5                                   | 26 mai 2012                         | Stade Armand-Micheletti, Amanvillers, France      | Cameroun                            | 1 - 1                               | 1 - 2                               | Match amical                            |
| 6                                   | 9 juin 2013                         | Stade du 28-Septembre, Conakry, Guinée            | Mozambique                          | 2 - 0                               | 6 - 1                               | Éliminatoires de la Coupe du monde 2014 |
| 7                                   | 9 juin 2013                         | Stade du 28-Septembre, Conakry, Guinée            | Mozambique                          | 3 - 1                               | 6 - 1                               | Éliminatoires de la Coupe du monde 2014 |
| 8                                   | 10 juin 2017                        | Stade de la Paix de Bouaké, Bouaké, Côte d'Ivoire | Côte d'Ivoire                       | 1 - 1                               | 2 - 3                               | Éliminatoires de la CAN 2019            |